# Servicio Aerofotogrametrico de la Fuerza aérea de Chile
El Servicio Aerofotogramétrico de la Fuerza Aérea de Chile, también conocido como SAF, inició sus funciones conjuntamente al desarrollo de la aeronáutica nacional en el año 1915. Su precursor fue el capitán Manuel Ávalos Prado,  quien utilizó la fotografía aérea para planificar el desarrollo de ejercicios militares, razón por la cual se considera un área de las Fuerzas Armadas de Chile
La SAF es un organismo del Estado, técnico y rector en el ámbito aeroespacial, utilizando sistemas remotos para la captura de datos, y el procesamiento  de imágenes e información geoespacial.
Durante el año 2013 celebraron el Cincuentenario con diversas actividades, asimismo, participaron de todas las actividades que la Fuerza Aérea de Chile ha programado para celebrar los 100 años de la Aviación Chilena.

## Historia

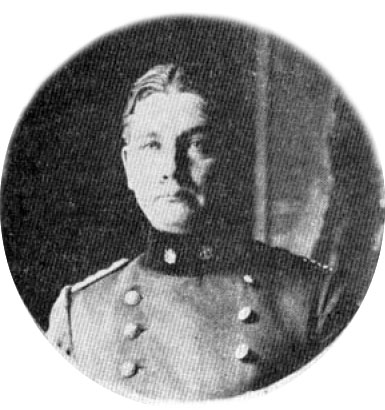
Capitán Manuel Ávalos Prado, utilizó la fotografía para planificar el desarrollo de ejercicios militares.

El capitán Manuel Ávalos Prado fue quien utilizó la fotografía aérea para planificar el desarrollo de ejercicios militares. Como parte de la naciente Fuerza Aérea de Chile, el 12 de julio de 1930 se creó el Gabinete de Fotogrametría, dependiente de la Escuadrilla de Bombarderos, cuya misión principal era efectuar levantamientos aerofotogramétricos que sirvieran de apoyo para elaborar las primeras cartas aeronáuticas del territorio nacional. Fue así como en el año 1948 egresó el primer curso de fotógrafos aéreos.  
Más tarde, en el año 1956, el capitán de bandada Juan Soler Manfredini, consciente de la importancia de incorporar las técnicas cartográficas a la institución, impulsó un proyecto para la creación de una organización dedicada a esta labor. Es así que mediante la Ley N° 15.284 de 1963, se creó el actual Servicio Aerofotogramétrico de la Fuerza Aérea de Chile (SAF), como servicio oficial técnico y permanente del Estado, en actividades geográficas. 
El SAF hoy en día tiene la tarea de generar y divulgar conocimiento sobre temas relacionados con la actividad geoespacial, como agente del Estado en materias Geográficas y representar la postura del Estado de Chile ante organismos internacionales en estas materias, mediante los productos estratégicos de participación en eventos internacionales y actividades a nivel nacional.

## Actividades

### Cartografía aeronáutica
Entre las actividades que se desarrollan se encuentra la  cartografía aeronáutica oficial del Estado de Chile, en variadas escalas, 1:250.000, 1:500.000 y 1:1.000.000. 

### Servicios de Estudios Aerofotogramétricos
A partir de los sensores aerotransportados y espaciales en sinergia con mediciones en terreno, la SAF logra capturar, procesar, analizar y proporcionar información geoespacial utilizada en diversos ámbitos del desarrollo nacional. 

### Imágenes aéreas y satélitales
A través de diversos mecanismos se capturan imágenes aéreas y/o satelitales con una resolución espacial desde los 04.cm dependiendo del sensor de captura. Por consiguiente, cuentan con un archivo histórico con más de 600.000 imágenes aéreas, en formato análogo y digital.  

## Funciones

### Cartografía aeronáutica
Una de las funciones del Servicio Aerofotogramétrico (SAF) es elaborar y normar la Cartografía Aeronáutica oficial del Estado y los planos que la complementen a partir de la base topográfica digital del Instituto Geográfico Militar (IGM) en altimetría y planimetría. Actualmente cuentan con el servicio opcional de termolaminado de cartografía en POLYNEX DIGITAL mate, el cual reduce el brillo y protege el material ante cualquier adversidad que ocurra.

### Departamento satelital
El Servicio Aerofotogramétrico (SAF) de la Fuerza Aérea de Chile, es el encargado de comercializar y procesar las imágenes del satélite FASat Charlie, debido a su capacidad comercial y productiva. Por lo anterior, los requerimientos se deben canalizar a través de la oficina comercial del Servicio.

## Actualidad
Desde el año 2011 el Servicio Aerofotogramétrico cuenta con un Sistema Lidar Aerotransportado con el cual se han generado proyectos para el ámbito civil y militar. Este sistema posee un sensor láser (ALTM Gemini de Optech) y Cámara Dimac de mediano formato. Dicho sensor láser, dispara millones de pulsos, los cuales viajan hasta el terreno y posteriormente rebotan de regreso al sensor en donde son registrados, esto permite determinar la ubicación geoespacial de cada elemento de la superficie capturada mediante el cálculo de posición, ángulo y tiempo (ida y regreso) de cada pulso.
El 11 de marzo del 2022 el Ministerio de Ciencia oficializó la firma de un convenio con la institución, que permitirá la incorporación de datos extraídos de capacidades como la cartografía aeronáutica e imágenes satelitales a la tarea de transformar a Chile en un sensor global del clima. La información será de uso abierto y gratuito a través de la plataforma del Observatorio.